# 卡塞拉 (热那亚广域市)
卡塞拉（義大利語：Casella），是意大利利古里亚大区熱那亞廣域市的一个市镇。总面积7.8平方公里，人口3131人，人口密度400人/平方公里（2009年）。